# 3 아메리카스
《3 아메리카스》(3 Américas)는 아르헨티나에서 제작된 크리스티나 오로라 코츠 코네조 감독의 2007년 드라마 영화이다. 길버토 아리바스 등이 주연으로 출연하였다.

## 출연

### 주연
- 길버토 아리바스
- 다니엘 브라보
- 마틴 캠페로

## 홈 미디어
3 아메리카스는 2010년 1월 26일 Vanguard International Cinema에 의해 미국에서 DVD로 출시되었다.